# Elvīra Ozoliņa
Elvīra Anatoljevna Ozoliņa (Russisch: Эльвира Анатольевна Озолина, Elvira Anatoljevna Ozolina) (Leningrad, 8 oktober 1939) is een Sovjet-Russische voormalige atlete van Letse komaf, die gespecialiseerd was in het speerwerpen. Ze werd olympisch kampioene, Europees kampioene en meervoudig nationaal kampioene in deze discipline. In totaal verbeterde ze met de oude speer driemaal het wereldrecord.

## Biografie

### Olympisch kampioene
Haar eerste succes boekte Ozoliņa in 1959 door een gouden medaille te winnen op de universiade. In 1960 begon ze het seizoen door tweemaal het wereldrecord speerwerpen te verbeteren tot respectievelijk 57,92 m en 59,55. Op de Olympische Spelen van 1960 in Moskou vertegenwoordigde ze de Sovjet-Unie dan ook op dit onderdeel. Hierbij veroverde ze een gouden medaille. Met een beste poging van 55,98, een afstand die zij al direct in haar eerste poging bereikte en die een olympisch record betekende, versloeg ze de olympisch kampioene van 1952, de Tsjecho-Slowaakse Dana Zátopková, echtgenote van Emil Zátopek (zilver; 53,78) en haar landgenote Biruté Kalédiené (brons; 53,45). Dat jaar werd ze onderscheiden met de Orde van de rode vlag van arbeid.
Twee jaar later won Ozoliņa eveneens goud bij de Europese kampioenschappen in Belgrado. Ze bleek ook nu weer veel te sterk voor de concurrentie en nadat zij in de finale met een eerste worp van 54,78 al direct de leiding had genomen, kwam zij in de volgende ronde met 54,93 tot haar beste poging. Hiermee bleef ze de concurrentie bijna drie meter voor, van wie de Roemeense Maria Diaconescu met 52,10 het zilver voor zich opeiste, gevolgd door Ozoliņa's landgenote Alla Shastitko (brons; 51,80).

### Kaal hoofd na nederlaag
Nadat Ozoliņa in 1963 met 59,78 opnieuw het wereldrecord had verbeterd, lukte het haar op 27 augustus 1964 bij de Sovjet-kampioenschappen voor het eerst verder dan 60 meter te werpen. Haar 61,38 werd door de IAAF echter nooit als wereldrecord gehomologeerd. Het maakte haar echter wel tot de grote favoriete op de Olympische Spelen van 1964 in Tokio. Bij de kwalificatieronde verbeterde haar landgenote Jelena Gortsjakova haar wereldrecord tot 62,40. In de finale wierp de zeventienjarige Roemeense Mihaela Peneş, die zich in de eerste ronde met 51,19 maar nauwelijks had weten te kwalificeren voor de finale, bij haar eerste poging 60,54 en won hiermee een gouden medaille. Elvira Ozoliņa behaalde met 54,81 een vijfde plaats. Ze voelde zich hierover zo beschaamd, dat ze naar het olympisch dorp vluchtte en de Japanse kapper beval haar hoofd kaal te scheren. Toen deze dit beleefd weigerde, knipte ze haar lokken zelf af, waarna de coiffeur de strafexercitie afmaakte.
Een jaar later werd zij op de EK van 1966 in Boedapest met 55,52 opnieuw vijfde.

### Beste prestatie ooit
Opvallend is dat Ozoliņa, nadat zij jarenlang weinig van zich had laten horen, in 1973, inmiddels getrouwd, ineens weer vol in de schijnwerpers trad door een vijfde Sovjet-titel aan haar palmares toe te voegen en haar beste speerworp ooit te produceren: 63,96, negen jaar na haar laatste wereldrecordworp.

### Privé
Ozoliņa trainde bij Voluntary Sports Societies (VSS) in Leningrad. Ze was getrouwd met olympisch kampioen speerwerpen Jānis Lūsis (1939-2020). Hun zoon Voldemārs Lūsis is ook een speerwerper en deed mee aan de Olympische Spelen van 2000 en 2004.

## Titels
- Olympisch kampioene speerwerpen - 1960
- Europees kampioene speerwerpen - 1962
- Sovjet kampioene speerwerpen - 1961, 1962, 1964, 1966, 1973

## Persoonlijk record
| Onderdeel   | Prestatie | Datum        | Plaats |
| ----------- | --------- | ------------ | ------ |
| speerwerpen | 63,96 m   | 23 juli 1973 | Minsk  |

## Wereldrecords
| Oude speer (voor 1999) |            |           |
| 57,92                  | 03.05.1960 | Leselidze |
| 59,55                  | 04.06.1960 | Boekarest |
| 59,78                  | 03.07.1963 | Moskou    |
| 61,38 *                | 27.08.1964 | Kiev      |

* Niet door de IAAF erkend

## Palmares

### speerwerpen
- 1959:  Universiade - 49,95 m
- 1960:  OS - 55,98 m (OR)
- 1961:  Sovjet kamp. - 56,98 m
- 1962:  Sovjet kamp. - 55,35 m
- 1962:  Universiade (UIE) - 56,42 m
- 1962:  EK - 54,93 m
- 1963:  Universiade - 47,00 m
- 1964:  Sovjet kamp. - 61,38 m
- 1964: 5e OS - 54,81 m
- 1966:  Sovjet kamp. - 54,60 m
- 1966: 5e EK - 55,52 m
- 1973:  Sovjet kamp. - 63,12 m

1932: Babe Zaharias ·
1936: Tilly Fleischer ·
1948: Herma Bauma ·
1952: Dana Zátopková ·
1956: Inese Jaunzeme ·
1960: Elvīra Ozoliņa ·
1964: Mihaela Peneș ·
1968: Angéla Németh ·
1972: Ruth Fuchs ·
1976: Ruth Fuchs ·
1980: María Colón ·
1984: Tessa Sanderson ·
1988: Petra Felke ·
1992: Silke Renk ·
1996: Heli Rantanen ·
2000: Trine Hattestad ·
2004: Osleidys Menéndez ·
2008: Barbora Špotáková ·
2012: Barbora Špotáková ·
2016: Sara Kolak ·
2020: Liu Shiying ·
2024: Haruka Kitaguchi
- Gemeinsame Normdatei: 1214905633
- World Athletics: 14430601
- Nationale Bibliotheek van Letland: 000265528
- Virtual International Authority File: 4251154137640915370008